# Новочеркаський сільський округ
Новочерка́ський сільський округ (каз. Новочеркасское ауылдық округі, рос. Новочеркасский сельский округ) — адміністративна одиниця у складі Астраханського району Акмолинської області Казахстану. Адміністративний центр — село Новочеркаське.
Населення — 1430 осіб (2021; 2021 у 2009, 2334 у 1999, 2629 у 1989).
Станом на 1989 рік існували Ніколаєвська сільська рада (села Джамбул, Орнек, Петровка) та Новочеркаська сільська рада (села Новочеркаське, Приішимка, Ундрус). 1993 року вони утворили Ніколаєвський сільський округ. Пізніше з його складу був виділений Новочеркаський сільський округ.

## Склад
До складу округу входять такі населені пункти:
| Населений пункт     | Колишні назви | Населення, осіб (1989) | Населення, осіб (1999) | Населення, осіб (2009) | Населення, осіб (2021) |
| ------------------- | ------------- | ---------------------- | ---------------------- | ---------------------- | ---------------------- |
| Новочеркаське, село | -             | 1658                   | 1471                   | 1348                   | 972                    |
| Ондіріс, село       | Ундрус        | 607                    | 561                    | 464                    | 277                    |
| Приішимка, село     | -             | 364                    | 302                    | 209                    | 181                    |